# Naozumi Yamamoto
Naozumi Yamamoto (Japans: 山本直純, Yamamoto Naozumi) (Tokio, 16 december 1932 – 18 juni 2002) was een Japans componist en dirigent.

## Levensloop
Yamamoto kreeg de eerste muzieklessen van zijn ouders. Hij studeerde aan de Tokyo National University of Fine Arts and Music (東京藝術大学 Tōkyō Gei-jutsu Daigaku) in Tokio en gradueerde aldaar. Hij was een zeer bekend componist voor filmmuziek en muziek voor televisie-series. Onder indruk van het niveau van de Japanse harmonieorkesten begon hij ook voor dit medium te componeren. Naast zijn compositorisch werkzaamheden was hij ook dirigent van het New Japan Philharmonic Orchester en voor een bepaald jaar ook van het Super World Orchestra, die regelmatig ook concerten op het Tokyo International Music Festival verzorgen.

## Composities

### Werken voor orkest
- 1963 Capriccio for Japanese Instruments and Orchestra
- 1982 Symphonic Ballade, voor orkest
- 1983 Ōkesutora ga yatte kita - ongaku no mori e no shōtai
- Life is the Symphony
- Akai takishīdo

### Werken voor harmonieorkest
- Aoki-Okami, suite
- Fantasie Partita
- Niraikanai, voor spreker en harmonieorkest
- This Glorious White World
- Time and Tide, suite

### Werken voor koor
- 1972 Yuuhiga Senakawo, Oshitekuru, voor kinderkoor - tekst: Norio Handa
- 1974 Oto no Symphony, voor kinderkoor - tekst: Naozumi Yamamoto
- 1974 Umi no Sokokara, voor kinderkoor - tekst: Keiko Ito
- Grand Sky, voor gemengd koor - tekst: Yasushi Yagasaki

### Filmmuziek
- 1958 Ankokugai no bijo - Beauty of the Underworld
- 1960 Kenju burai-cho: Nukiuchi no ryu - Ryuji the Gun Slinger
- 1960 Muteki ga ore o yondeiru
- 1960 Kenju burai-cho: Futeki ni warau otoko
- 1960 Kenju burai-cho: Asunaki otoko
- 1961 Watakushi-tachi no kekkon - Our Marriage
- 1961 Yuhi ni akai ore no kao - My Face Red in the Sunset
- 1961 Waga koi no tabiji - Epitaph to My Love
- 1962 Yama no sanka: moyuru wakamono tachi - Glory on the Summit
- 1963 Yabunirami Nippon - Walleyed Nippon
- 1963 Tasaka wa yondeiru
- 1964 Baka marudashi
- 1964 Shachô shinshiroku
- 1964 Gendai inchiki monogatari: Damashiya - Modern Fraudulent Story: Cheat
- 1964 Otoko girai
- 1964 Zoku shachô shinshiroku
- 1964 Nikutai no mon - Gate of Flesh
- 1964 Kunoichi keshô
- 1964 Nippon Paradise
- 1965 Yukiguni - Snow Country
- 1965 Chinkoro amakko
- 1965 Zoku shachô ninpôchô - Five Gents Trick Book
- 1965 Shunpu den - Story of a Prostitute
- 1965 Heitai yakuza - The Hoodlum Soldier
- 1965 Daiku taiheki - Tale of a Carpenter
- 1966 Hatamoto yakuza - Yakuza Vassal
- 1966 Shachô gyôjôki
- 1966 Ore ni sawaru to abunaize - Black Tight Killers - Don't Touch Me I'm Dangerous
- 1966 Zoku shachô gyôjôki - Five Gents on the Spot
- 1966 Izuko e
- 1966 Un ga yokerya
- 1966 Bangkok no yoru - Man gu zhi ye - Night in Bangkok
- 1966 "Maguma taishi" - Ambassador Magma - Space Avenger TV Series
- 1966 Kureji daisakusen - Operation Crazy
- 1966 Kenka erejii - Elegy to Violence - Fighting Elegy - The Born Fighter
- 1967 Shichinin no yajû: chi no sengen - Return of the Filthy Seven - Seven Beastly Men: Proclamation of Blood - The Dirty Seven
- 1967 Nureta aibiki
- 1967 Koroshi no rakuin - Branded to Kill
- 1967 Hana o kuu mushi
- 1967 Zoku izoku e
- 1967 Bakumatsu: Tenamonya daizôdô
- 1967 Dorifutazu desu yo! Zenshin zenshin matazenshin
- 1967 Kigeki ekimae hyakku-nen
- 1967 Chijin no ai - Love for an Idiot - Naomi
- 1968 Dorifutazu desu yo! Bôken bôken mata bôken
- 1968 Sarariiman akuto jutsu
- 1968 Burai yori daikanbu - The Gangster VIP
- 1968 Sekido o kakeru otoko - Diamonds of the Andes
- 1968 Konto gojugo-go: Seiki no daijukuten
- 1968 "Kaiki daisakusen" - Operation: Mystery! TV Series
- 1968 Fukeba tobuyona otokodaga
- 1969 Otoko wa tsurai yo - Am I Trying - It's Tough Being a Man - Tora San Our Lovable Tramp
- 1969 Zoku otoko wa tsurai yo - So Sad Is Man - Tora-San's Cherished Mother - Tora-San, deel 2
- 1969 Kigeki: Onna wa dokyô
- 1969 Dorifutazu desu yo! Zenin totsugeki
- 1969 Kureji no buchamukure daihakken - Computer Free-For-All
- 1970 Harenchi gakuen: shintai kensa no maki
- 1970 Kigeki migimuke hidari!
- 1970 Seishun kigeki: Harenchi gakuen
- 1970 Otoko wa tsurai yo: Fuuten no Tora - Tora-san - Tora-san, His Tender Love, deel 3
- 1970 Shin otoko wa tsurai yo - Tora-san - Tora-san's Grand Scheme, deel 4
- 1970 Nihon to nihonjin - Fuji - Japan and the Japanese - Mt. Fuji
- 1970 Nippon ichi no yakuza otoko - A Japanese Yakuza
- 1970 Nippon ichi no warunori otoko
- 1970 Otoko wa tsurai yo: Boukyou hen - Tora-san - Tora-san's Runaway, deel 5
- 1970 Kigeki: Otoko wa aikyo
- 1971 Otoko wa tsurai yo: Junjo hen - Tora-san - Tora-san's Shattered Romance, deel 6
- 1971 Kigeki inochi no onedan
- 1971 Kigeki kinou no tekiwa kyomoteki
- 1971 Doubutsu Takarajima - Animal Treasure Island
- 1971 Otoko wa tsurai yo: Funto hen - Tora-san - Tora-san, the Good Samaritan, deel 7
- 1971 Kigeki: Onna ikitemasu
- 1971 Kigeki onna wa otoko no furusatoyo
- 1971 Otoko wa tsurai yo: Torajiro koiuta - Tora-san - Tora-san's Love Call, deel 8
- 1972 Hyaku-nin no daibôken - The Adventure of One Hundred
- 1972 Kigeki: Onna uridashimasu
- 1972 Kigeki otoko no komoriuta
- 1972 Otoko wa tsurai yo: Shibamata bojo - Tora-san - Tora-san's Dear Old Home, deel 9
- 1972 Onna ikitemasu: Sakariba wataridori
- 1972 Otoko wa tsurai yo: Torajiro yumemakura - Tora-san - Tora-san's Dream-Come-True, deel 10
- 1973 Otoko wa tsurai yo: Torajiro wasurenagusa - Tora-san - Tora-san's Forget Me Not, deel 11
- 1973 Otoko wa tsurai yo: Watashi no tora-san - Tora-san - Tora-san Loves an Artist, deel 12
- 1974 Sanbaba - Three Old Ladies
- 1974 Otoko wa tsurai yo: Torajiro koiyatsure - Tora-san - Tora-san's Lovesick, deel 13
- 1974 Otoko wa tsurai yo: Torajiro komoriuta - Tora-san - Tora-san's Lullaby, deel 14
- 1974 Doterai yatsu
- 1975 Otoko wa tsurai yo: Torajiro aiaigasa - Tora-san - Tora-san's Rise and Fall - Tora-san, Love Under One Umbrella, deel 15
- 1975 Otoko wa tsurai yo: Katsushika risshihen - Tora-san - Tora-san, the Intellectual, deel 16
- 1976 Otoko wa tsurai yo: Torajiro yuuyake koyake - Tora-san - Tora-san's Sunrise and Sunset, deel 17
- 1976 Otoko wa tsurai yo: Torajiro junjoshishu - Tora's Pure Love - Tora-san, deel 18
- 1976 Kaze to kumo to niji to - The wind, the clouds and the rainbow tv - serie
- 1977 Otoko wa tsurai yo: Torajiro to tonosama - Tora-san - Tora-san Meets His Lordship, deel 19
- 1977 Otoko wa tsurai yo: Torajiro gambare! - Tora-san - Tora-san Plays Cupid, deel 20
- 1978 Otoko wa tsurai yo: Torajiro wagamichi wo yuku - Stage-struck Tora-san - Tora-san, deel 21
- 1978 Otoko wa tsurai yo: Uwasa no torajiro - Talk of the Town Tora-san - Tora-san, deel 22
- 1979 Otoko wa tsurai yo: Tonderu torajiro - Tora-san - Tora-san, the Matchmaker, deel 23
- 1979 Otoko wa tsurai yo: Torajiro haru no yume - Tora-san - Tora-san's Dream of Spring, deel 24
- 1980 Otoko wa tsurai yo: Torajiro haibisukasu no hana - Tora's Tropical Fever - Tora-san, deel 25
- 1980 203 kochi - 203 Plateaus - Hill 203 - Port Arthur - The Battle of Port Arthur
- 1980 Otoko wa tsurai yo: Torajiro kamome uta - Foster Daddy, Tora! - Tora-san, deel 26
- 1981 Danpu wataridori
- 1981 Otoko wa tsurai yo: Naniwa no koino torajiro - Tora-san - Tora-san's Love in Osaka, deel 27
- 1981 Otoko wa tsurai yo: Torajiro kamifusen - Tora-san - Tora-san's Promise, deel 28
- 1981 Toshishun
- 1982 Otoko wa tsurai yo: Torajiro ajisai no koi - Hearts and Flowers for Tora-san - Tora-san, deel 29
- 1982 Seiha - Conquest
- 1982 Dai Nippon teikoku
- 1982 Otoko wa tsurai yo: Hana mo arashi mo Torajiro - Tora-san - Tora-san, the Expert, deel 30
- 1983 Otoko wa tsurai yo: Tabi to onna to Torajiro - Tora-san - Tora-san's Song of Love, deel 31
- 1983 Otoko wa tsurai yo: Kuchibue wo fuku Torajiro - Tora-san - Tora-san Goes Religious?, deel 32
- 1984 Otoko wa tsurai yo: Yogiri ni musebu torajiro - Marriage Counselor Tora-san - Tora-san, deel 33
- 1984 Otoko wa tsurai yo: Torajiro shinjitsu ichiro - Tora-san - Tora-san's Forbidden Love, deel 34
- 1985 Yosei Florence - A Journey Through Fairyland
- 1985 Biruma no tatekoto - Biruma no tategoto - The Burmese Harp
- 1985 Otoko wa tsurai yo: Torajiro renaijuku - Tora-san - Tora-san, the Go-between, deel 35
- 1985 Otoko wa tsurai yo: Shibamata yori ai wo komete - Tora-san - Tora-san's Island Encounter, deel 36
- 1986 Kinema no tenchi - Final Take: The Golden Age of Movies
- 1986 Otoko wa tsurai yo: Shiawase no aoi tori - Tora-san - Tora-san's Bluebird Fantasy, deel 37
- 1987 Otoko wa tsurai yo: Torajiro monogatari - Tora-san - Tora-san Plays Daddy, deel 39
- 1988 Otoko wa tsurai yo: Torajiro sarada kinenbi - Tora-san - Tora-san's Salad-Day Memorial, deel 40
- 1988 Takeda shingen, televisieserie
- 1989 Otoko wa tsurai yo: Torajiro kokoro no tabiji - Tora-san, deel 41
- 1989 Otoko wa tsurai yo: Boku no ojisan - Tora-san - Tora-san, My Uncle, deel 42
- 1990 Otoko wa tsurai yo: Torajiro no kyuujitsu - Tora-san - Tora-san Takes a Vacation, deel 43
- 1991 Otoko wa tsurai yo: Torajiro no kokuhaku - Tora-san - Tora-san Confesses, deel 44
- 1992 Otoko wa tsurai yo: Torajiro no seishun - Tora-San Makes Excuses - Tora-san, deel 45
- 1993 Otoko wa tsurai yo: Torajiro no endan - Tora-san - Tora-san's Matchmaker, deel 46
- 1994 Otoko wa tsurai yo: Haikei, Kuruma Torajiro sama - Tora-san, deel 47
- 1995 Otoko wa tsurai yo: Torajiro kurenai no hana - Tora-san the final, deel 48

- Biblioteca Nacional de España: XX1550666
- Bibliothèque nationale de France: cb14538086p (data)
- CiNii: DA02122053
- Gemeinsame Normdatei: 1027412270
- International Standard Name Identifier: 0000 0000 8138 7534
- Library of Congress Control Number: n86143644
- MusicBrainz: b74c95c0-457f-4c5e-8e61-9583f118e79e
- Bibliotheek van het Japanse parlement: 00093419
- Nationale Bibliotheek van Israël: 987007429247405171
- Système universitaire de documentation: 072324678
- Virtual International Authority File: 59321972
- WorldCat: E39PBJcR8tbt4dwyDFh3hJG4MP